# Psychoda orientalis
Psychoda orientalis är en tvåvingeart som beskrevs av Wagner 1978. Psychoda orientalis ingår i släktet Psychoda och familjen fjärilsmyggor. Inga underarter finns listade i Catalogue of Life.